# Tizennyolcszögszámok
A tizennyolcszögszámok a figurális számokon belül a sokszögszámok közé tartoznak. Az n-edik tizennyolcszögszám, Tn a közös csúcsból rajzolt, legfeljebb n pont oldalhosszúságú szabályos tizennyolcszögek körvonalai egymástól különböző pontjainak száma. 
Az n-edik tizennyolcszögszám általánosan a következő képlettel adható meg:
{\displaystyle T_{n}={\frac {n(16n-14)}{2}}\quad (n>0)}.
Az első néhány tizennyolcszögszám:
1, 18, 51, 100, 165, 246, 343, 456, 585, 730, 891, 1068, 1261, 1470, 1695, 1936, 2193, 2466, 2755, 3060, 3381, 3718, 4071, 4440, 4825, 5226, 5643, 6076, 6525, 6990, 7471, 7968, 8481, 9010, 9555, 10116, 10693, 11286, 11895, 12520, … (A051870 sorozat az OEIS-ben)

## Párosság
A tizennyolcszögszámok párossága váltakozik.

## Tesztelés tizennyolcszögszámokra
Az n-edik tizennyolcszögszám, {\displaystyle x_{n}} képletét n-re megoldva a következő képletet kapjuk:
{\displaystyle n={\frac {{\sqrt {32x+49}}+7}{16}}.}
Tetszőleges x szám tizennyolcszögszám mivolta tesztelhető a fenti képletbe való behelyettesítéssel. Ha n egész számra jön ki, akkor x az n-edik tizennyolcszögszám. Ha n nem egész szám, akkor x nem tizennyolcszögszám.
Ez egyben tekinthető x tizennyolcszöggyöke kiszámításának is. 